# Séisme de 1966 à Varto
Le séisme de Varto a lieu le 19 août 1966 dans la petite ville de Varto, au sud d'Hınıs, dans la province de Muş, dans l'est de la Turquie. Son intensité est de 6,8 sur l'échelle de Richter, avec une intensité maximale perçue de niveau IX (9), c'est-à-dire « très destructeur » sur l'échelle de Merkali de 12 points.
Le bilan de cette catastrophe est le suivant  : 4 100 maisons se sont effondrées dans 150 villages des provinces d'Erzurum, Muç, Bingel et Bitlis. 2 394 personnes ont perdu la vie. La ville de Varto est entièrement rasée. Au moment du tremblement de terre, un film pour enfants était projeté dans un cinéma local. Le cinéma s'est effondré et les corps de plus de 200 mères et jeunes enfants ont été retirés des décombres, tandis que des milliers de blessés et plus de 100 000 sans-abri complétaient la destruction de la zone touchée. La ville de Hinis a également été gravement endommagée.